# Бебейца
Бебейца (рум. Băbăița) — село у повіті Телеорман в Румунії. Адміністративний центр комуни Бебейца.
Село розташоване на відстані 64 км на південний захід від Бухареста, 21 км на північ від Александрії, 126 км на схід від Крайови.

## Населення
За даними перепису населення 2002 року у селі проживали 2204 особи. Усі жителі села рідною мовою назвали румунську.
Національний склад населення села:
| Національність | Кількість осіб | Відсоток |
| -------------- | -------------- | -------- |
| румуни         | 2177           | 98,8%    |
| цигани         | 27             | 1,2%     |